# بعد افترپارتی
«بعد افترپارتی» (به انگلیسی: After the Afterparty) تک‌آهنگ خوانندهٔ انگلیسی چارلی ایکس‌سی‌ایکس به‌همراهٔ رپر آمریکایی لیل یاتی می‌باشد که در ۲۸ اکتبر سال ۲۰۱۶ از سوی اسایلم رکوردز و آتلانتیک انگلیس به قصد تک‌آهنگ اصلی از سومین آلبوم استودیویی منتشر نشده ایکس‌سی‌ایکس، که توسط طرفداران وی با نام دنیای ایکس‌سی‌ایکس معرفی شده‌است، منتشر گردید. با این حال، زمانی که قطعه‌های پروژه به‌صورت آنلاین لو رفتند که در نهایت منجر لغو به انتشار آلبوم شد، این ترانه به یک تک‌آهنگ مستقل تبدیل شد.